# Pungrävar
Pungrävar eller kusuer (Trichosurus) är ett släkte i familjen klätterpungdjur med fem arter.

## Utbredning
Arterna förekommer på hela den australiska kontinenten samt på ön Tasmanien och på mindre öar i samma region. Dessutom infördes de i Nya Zeeland där de blev ett hot för den inhemska faunan, särskilt för flygoförmögna fåglar som kivier.

## Kännetecken
Kusuer är robusta djur. Kroppslängden (huvud och bål) ligger mellan 32 och 60 centimeter och därtill kommer en upp till 35 centimeter lång yvig svans. De kan vara 1,3 till 5,0 kilogram tunga. Den mjuka och ulliga pälsen har en färg som varierar mellan grå, vit, brun och svart. Öronen är trekantiga och betydligt större än hos kuskusar. Svansen saknar hår vid undersidan av bakre delen och används som gripverktyg.

## Levnadssätt
Pungrävar är inte lika starkt bundna till livet i träd som andra klätterpungdjur. Deras naturliga habitat är skogar och andra regioner med träd men idag finns de även i stadsparker och trädgårdskolonier. De vilar på dagen i trädens håligheter eller i människans byggnader som ladugårdar och skjul. Under natten letar de i träd och på marken efter föda.
Varje individ lever ensam och reviret markeras med sekret från doftkörtlar som sitter vid djurets analöppning och bröst. I tättbebyggda områden överlappar reviren ibland och hos kortörad rävkusu har en hanne och en hona ofta samma revir.
Kusuer är huvudsakligen växtätare som livnär sig av blad, frukter och växternas utskott. I viss mån äter de även insekter och mindre ryggradsdjur som fåglar.

## Fortplantning
Beroende på art och utbredningsområde parar sig honor en eller flera gånger per år. Efter dräktigheten som varar i 16 till 18 dagar föds vanligen en unge, sällan tvillingar. Honans pung (marsupium) är bra utvecklad, har två spenar och öppningen framåt. Ungdjuret lämnar efter fyra till sju månader pungen och efter 6 till 10 månader slutar honan att ge di. Könsmognaden infaller under andra eller tredje levnadsåret men bara 25 procent av de nyfödda ungdjuren blir vuxna. Livslängden för pungrävar ligger mellan 10 och 15 år.

## Kusuer och människor
Dessa djur är mer än andra pungdjur kulturföljare och efter européernas ankomst i Australien ökade deras utbredningsområde. De är inte sällsynta och räknas inte till de hotade arterna. Trots allt jagas de ibland för pälsens skull och då de ibland förstör trädgårdar.

## Arterna
I släktet skiljs vanligen mellan fem arter:
- Pungräv eller rävkusu (Trichosurus vulpecula), finns över nästan hela Australien med undantag av de allra nordligaste delarna, infördes på Nya Zeeland där den numera utvecklade sig till en plåga.[4]
- Kortörad rävkusu eller bobuck (Trichosurus caninus), lever nära kusten i sydöstra Australien.
- Nordlig pungräv (Trichosurus arnhemensis), förekommer i regionen Kimberley i norra Western Australia.
- Trichosurus cunninghamii, bebor bergstrakter i Victoria.
- Trichosurus johnstonii, lever i regnskogar i Queensland.

IUCN godkänner inte nordlig pungräv och Trichosurus johnstonii som självständiga arter. De räknas där som populationer av vanlig pungräv (Trichosurus vulpecula).